# Anna Drathschmidt von Bruckheim

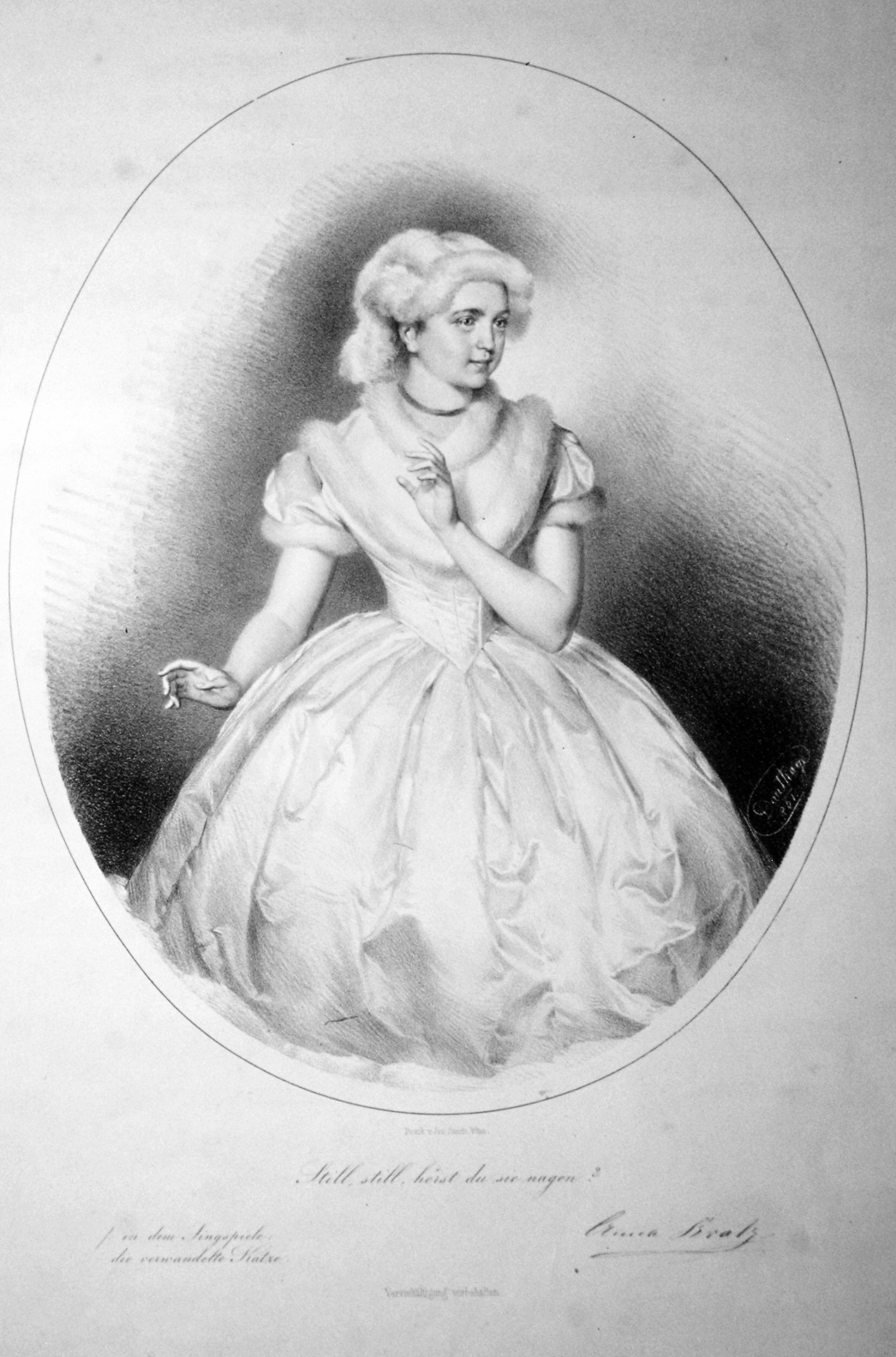
Anna Kratz, Lithographie von Adolf Dauthage, 1861

Anna Drathschmidt von Bruckheim (* 30. Oktober 1837 in Klingenberg am Main als Anna Kratz; † 23. Januar 1918 im 6. Bezirk, Wien) war eine deutsch-österreichische Schauspielerin und Sängerin.

## Leben
Anna Drathschmidt von Bruckheim wurde 1837 in Klingenberg am Main als Tochter von Franz Arnold Kratz geboren.
1846 trat sie erstmals als Kinderdarstellerin in Bonn auf. Ab 1850 trat sie als Sängerin in Holland, in der Schweiz, Hamburg, Riga und Berlin auf. 1860 war sie am Carltheater in Wien engagiert und am 1. Mai 1861 hatte sie Debüt am Burgtheater. 56 Jahre gehörte sie dem Burgtheaterensemble an. Sie war unter ihrem Geburtsnamen Anna Kratz bekannt und trug den Titel einer wirklichen Hofschauspielerin.
Sie war mit Eduard Drathschmidt von Bruckheim, einem Theateragenten, verheiratet.